# Landschaftsschutzgebiet Siektal westlich Schwelentrup
Das Landschaftsschutzgebiet Siektal westlich Schwelentrup mit  4,7 ha Flächengröße liegt nördlich von Schwelentrup im Stadtgebiet von Dörentrup. Es wurde 2006 mit dem Landschaftsplan Oberes Begatal durch den Kreistag des Kreises Lippe als Landschaftsschutzgebiet (LSG) ausgewiesen.

## Beschreibung
Das Schutzgebiet besteht aus zwei Teilflächen, wobei die südliche bis an die Bebauung von Schwelentrup geht. Das LSG umfasst ein überwiegend beweidetes, reich strukturiertes, teils auch bewaldetes Bachtal. Im Norden beginnt es an der Straße Krusfeld, wo in einer schmalen ruderalisierten, feuchten Grünlandbrache zwischen Ackerflächen ein nur temporär (zeitweise) wasserführender und scheinbar namenloser Bach entspringt. Im weiteren Verlauf fließt er durch einen Buchenmischwald. Der Bach durchfließt nun einen quellig vernässten Bereich mit bachbegleitendem Erlenwald mit Milzkrautfluren. Es folgt Weidegrünland im Talgrund. Es folgt ein beweidetes, asymmetrisches Sohlental mit flachem Westhang und teilweise sehr steilem Osthang. Hier ist das Grünland zum Teil sehr mager ausgeprägt. Der Bach wurde auf wenige stark zertretene Viehtränken ausgezäunt. Am ausgezäunten Bach stehen nitrophile Hochstauden und stellenweise auch Erlen-Uferghölz und einige jüngere Kopfweiden. Im Süden der Nordfläche befindet sich ein naturnaher Teich. Nahebei stockt an dem steilen Talhang ein dichtes, mitbeweidetes Feldgehölz mit Buchen und Hainbuchen. Im Bereich Wilkrott Straße unterbricht ein Haus nun das LSG. Die kleine Südfläche ist eine Grünfläche.
Zum Schutzgebiet führt der Landschaftsplan aus: „Das Gebiet ist wertvoll für Amphibien.“

## Schutzzwecke für das LSG
Laut Landschaftsplan erfolgte die Ausweisung des LSG
- „zur Erhaltung und Wiederherstellung der Leistungsfähigkeit des Naturhaushaltes in ökologisch besonders wertvoll strukturierten Bereichen mit Wasser-, Klima- und Biotopschutzfunktionen,“
- „zur Erhaltung und Wiederherstellung von Quellbereichen und naturnahen Fließgewässern, Wald- und Grünlandbereichen unterschiedlicher Feuchtestufen, Feldgehölzen, Hecken und Obstwiesen,“
- „zur Erhaltung morphologisch ausgeprägter Bereiche zur Sicherung der landschaftlichen Eigenart und Vielfalt für die Erholung, “
- „zur Erhaltung wertvoller Biotopkomplexe aus Wald-Grünlandbereichen, Fließgewässern und Quellen sowie Biotopen nach § 62 LG mit wichtigen Refugial-, Puffer-, Trittstein- und Vernetzungsfunktionen,“
- „zur Erhaltung und Wiederherstellung wichtiger Rückzugsräume für die bedrohte Tier- und Pflanzenwelt,“
- „zur Sicherung von kulturhistorisch bedeutsamen Landschaften, z. B. Terrassenkulturlandschaften,“
- „zur Sicherung der das Orts- und Landschaftsbild gliedernden und belebenden und die dörflichen Siedlungsstrukturen prägenden Freiraumelemente.“[1]

## Rechtliche Vorschriften
Im Landschaftsschutzgebiet ist unter anderem das Errichten von Bauten und das Anlegen von Fischteichen verboten.